# 로버트 프레스콧
로버트 프레스콧(Robert Prescott, 1957년 5월 17일 ~ )은 미국의 배우이다.
디트로이트에서 태어났다.

## 출연 작품
- 본 레거시 (2012년) - 공군 요원 역
- 건 힐 로드 (2010년)
- 번 애프터 리딩 (2008년)
- 마이클 클레이튼 (2007년)
- 굿 셰퍼드 (2006년)
- 라버 앤 러버 (1999, Earthly Possessions)
- 스페이스볼 (1987년)
- 블루 데빌 (1986년)
- 21세기 두뇌 게임 (1985년)
- 총각 파티 (1984년)

### 텔레비전
- 로앤오더 (2001-05)